# Amir Hoxha
Amir Hoxha (Tirana, 7 maggio 1974) è un cantautore albanese.

## Carriera e biografia
Cantautore rock con band, appartenente a un ramo della famiglia che ha dato la luce alla più famosa e affermata Anna Oxa (è infatti cugino di primo grado), è ritenuto nel suo paese di origine uno tra i più popolari cantautori rock-etno in lingua albanese ed inglese.
Nasce da un ufficiale dell'esercito albanese e un'insegnante liceale di scienze naturali. Studia a Tirana composizione e canto, nel frattempo si laurea in legge, poco prima di quello che sarà il suo primo e inaspettato debutto con "canzoni popolari", un inno al regime, dovuto, più che voluto dall'artista per imposizione del regime che non ammetteva generi musicali correnti nel resto del mondo.
Autore di oltre 15 LP (non facilmente reperibili), le sue canzoni sono state presentate per la prima volta al Festival del Rock in Albania nel 1992. Il debutto europeo avviene ad Amsterdam quando durante il concerto di fine anno gli Europe gli offrono lo spazio per debuttare con le canzoni pop e rock che aveva composto in gioventù, negli anni del regime comunista. Canzoni che appartenevano al genere rock e pop degli anni in cui la cortina di ferro non permetteva di oltrepassare il limite dell'orizzonte adriatico neanche attraverso le svariate forme di arte.